# ФК Црвена звезда Нови Сад
ФК Црвена звезда је српски фудбалски клуб из Новог Сада. Тренутно се такмичи у Војвођанској лиги Југ, четвртом такмичарском нивоу српског фудбала.

## Историја
Клуб је основан 1952. године.

## Новији резултати
| Сезона   | Ранг | Лига                    | Позиција | ИГ | Д  | Н  | П  | ГД | ГП | ГР  | Бод | Куп                  |
| -------- | ---- | ----------------------- | -------- | -- | -- | -- | -- | -- | -- | --- | --- | -------------------- |
| 2008/09. | 4    | Војвођанска лига Запад  | 4.       | 34 | 18 | 6  | 10 | 49 | 38 | +11 | 60  | Није се квалификовао |
| 2009/10. | 4    | Војвођанска лига Запад  | 3.       | 34 | 21 | 4  | 9  | 75 | 39 | +36 | 67  | Није се квалификовао |
| 2010/11. | 4    | Војвођанска лига Запад  | 5.       | 30 | 15 | 4  | 11 | 44 | 37 | +7  | 49  | Није се квалификовао |
| 2011/12. | 4    | Војвођанска лига Запад  | 5.       | 30 | 15 | 4  | 11 | 49 | 40 | +9  | 49  | Није се квалификовао |
| 2012/13. | 4    | Војвођанска лига Запад  | 3.       | 30 | 17 | 4  | 9  | 40 | 33 | +7  | 55  | Није се квалификовао |
| 2013/14. | 4    | Војвођанска лига Запад  | 5.       | 28 | 14 | 5  | 9  | 28 | 31 | -3  | 47  | Није се квалификовао |
| 2014/15. | 4    | Новосадско-Сремска зона | 8.       | 30 | 11 | 7  | 12 | 42 | 44 | -2  | 40  | Није се квалификовао |
| 2015/16. | 4    | Новосадско-Сремска зона | 1.       | 30 | 22 | 3  | 5  | 68 | 31 | +37 | 69  | Није се квалификовао |
| 2016/17. | 3    | Српска лига Војводина   | 14.      | 28 | 6  | 10 | 12 | 35 | 45 | -10 | 28  | Није се квалификовао |
| 2017/18. | 3    | Српска лига Војводина   | 12.      | 30 | 11 | 4  | 15 | 38 | 53 | -15 | 37  | Није се квалификовао |
| 2018/19. | 3    | Српска лига Војводина   | 15.      | 32 | 10 | 6  | 16 | 33 | 40 | -7  | 36  | Није се квалификовао |
| 2019/20. | 4    | Војвођанска лига Југ    | —        | —  | —  | —  | —  | —  | —  | —   | —   | —                    |